# 鳥栖フューチャーズ
鳥栖フューチャーズ（とすフューチャーズ、Tosu Futures）は、かつて存在した日本のサッカークラブ。佐賀県鳥栖市をホームタウンとしていた。

## 歴史
1987年、PJMジャパン（東京都品川区）が静岡県浜松市においてPJMフューチャーズを創設した。佐鳴湖の近くに自前のサッカー場であるPJM佐鳴湖サッカー場を開設し、同年8月29日、読売サッカークラブを迎えてのこけら落としの試合が開催された。
チームは静岡県西部3部リーグからスタートし、森下仁之、ウーゴ・マラドーナらの活躍で順調に昇格、発足から91連勝で1992年に東海社会人サッカーリーグで優勝して、1993年からジャパンフットボールリーグ2部に昇格。この年は元アルゼンチン代表のセルヒオ・バティスタが加入し、準優勝。
1993年9月28日、Jリーグ準会員を申請。当初は浜松市を本拠にJリーグを目指そうとして、スタジアム問題などで、PJMジャパン社長の有田平が浜松市に支持・支援を頼み込んだが、浜松市から断られ支援が得られなかった。また、PJMジャパン社長の有田平の出身地であった佐賀県に本拠移転を打診していると報じられた。審査で運営会社の経営基盤、またホームスタジアムの整備の問題などから、11月の理事会・実行委員会では準会員承認を保留された。

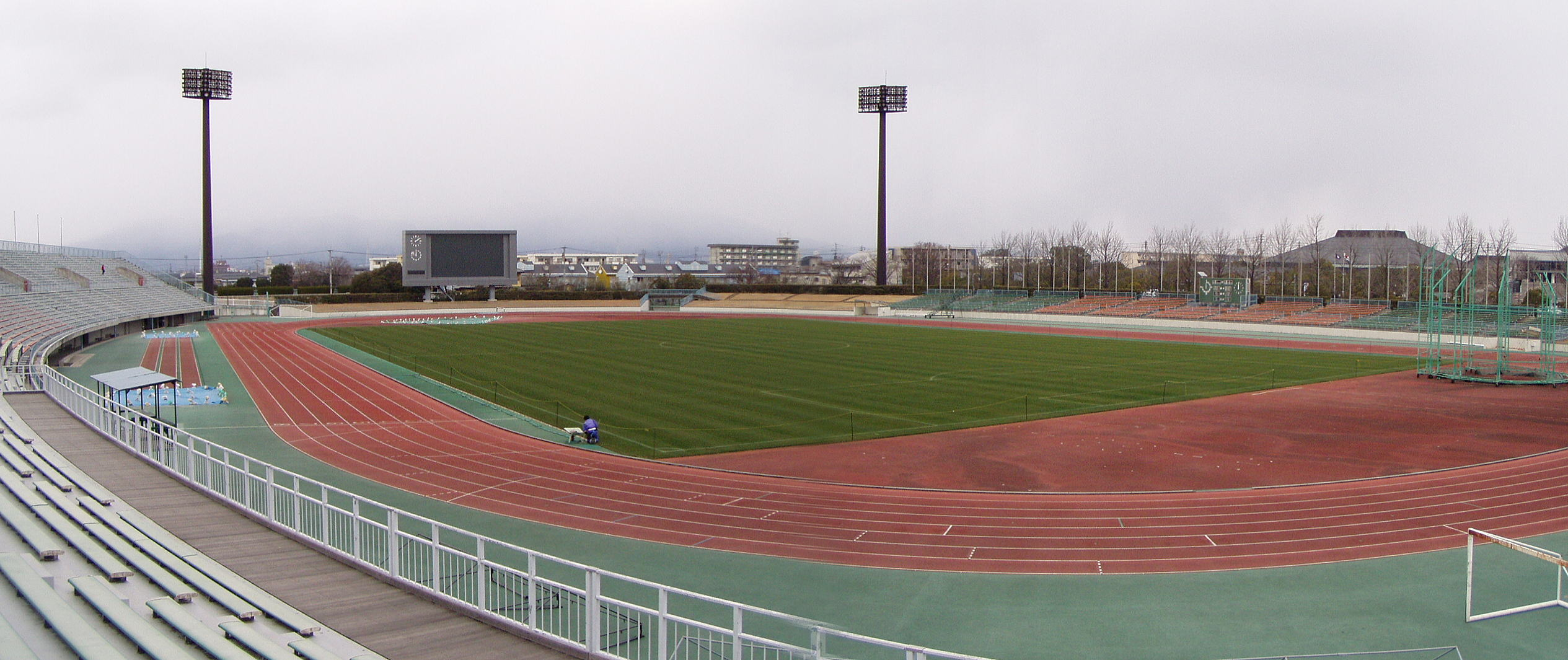
1996年までホームスタジアムとして使用していた佐賀県総合運動場陸上競技場

1994年2月、運営会社としてフューチャーズ・フットボール・クラブ株式会社を設立。同年3月、日本サッカー協会において佐賀県鳥栖市への移転が承認された。ホーム戦は佐賀県総合運動場陸上競技場や小郡市陸上競技場で開催された。同年8月17日、Jリーグ理事会においてJリーグ準会員として承認された。ただし、当時は準会員チームも参加可能だった同年のJリーグカップ・Jサテライトリーグへは参加できなかった。同年9月24日、鳥栖フューチャーズにチーム名を変更すると共に、運営会社の商号を株式会社佐賀スポーツクラブに変更した。同年オフ、ウーゴ・マラドーナら5選手が福岡ブルックスに移籍した。
1995年、元日本代表GKの松永成立や元カメルーン代表主将のステファン・タタウなどが加入した。1996年もホルヘ・デリー・バルデスら選手の大量補強が行われ、6月16日の鳥栖スタジアムのオープニングマッチには20,686人が入場。また、同年の総入場者数はリーグ1位の12万5,612人であった。しかし、成績は3年連続4位にとどまり、Jリーグ昇格は叶わなかった。1996年11月27日、筆頭株主のPJMジャパンが運営から撤退し、PJM創業者で運営会社の社長であった有田平が社長を退任すると発表された。
1997年1月31日、10億4,300万円の負債を抱えた株式会社佐賀スポーツクラブは臨時株主総会を開いて解散を決議した。同年2月1日、Jリーグ臨時実行委員会は鳥栖Fの準会員資格を取り消した。同年12月24日、申請していた特別清算が不認可となり、1998年1月29日、佐賀地方裁判所によって破産宣告および破産廃止が決定された（平成10年（フ）第35号）。
PJM撤退後、チーム存続を求める5万人を超える署名があった事などを受け、1997年2月1日、Jリーグ・JFLの臨時実行委員会は鳥栖Fの受け皿となる新チームの加入（実質残留）と同年のナビスコカップ参加を決定し、同年2月4日、佐賀県サッカー協会などが任意団体「サガン鳥栖」を創設し、鳥栖Fの権利を引き継いだ。サガンは1998年に法人化し、1999年からJリーグに加盟した。

## 挿話
- 1990年9月、PJMフューチャーズが協会にプロリーグ入りを要請しに行ったところ、「ディエゴ・マラドーナを連れてきたら考えなくもない」と言われ、監督の桑原勝義はイタリアまで行き、本人と直談判まで持ち込んだ[11]。マラドーナ本人もイタリア生活に疲れていた上に、1990 FIFAワールドカップでアルゼンチンがイタリアを下したためにバッシングに遭っており、「最後の働き場所は日本」という言質を取り、PJMも背番号10を開けて待ったが、マラドーナのコカイン使用疑惑が発覚し獲得を断念[12]、マラドーナのJリーグ入りは成らなかった。

## 戦績・歴代監督
| 年度 | 所属          | 順位 | 試合 | 勝点 | 勝利            | 引分 | 敗戦            | 得点 | 失点 | 監督                                       |
| ---- | ------------- | ---- | ---- | ---- | --------------- | ---- | --------------- | ---- | ---- | ------------------------------------------ |
| 1987 | 静岡県西部3部 | 優勝 | 10   | -    | 10              | -    | -               | 133  | 1    | 桑原勝義                                   |
| 1988 | 静岡県西部2部 | 優勝 | 14   | -    | 14              | -    | -               | 192  | 2    | 桑原勝義                                   |
| 1989 | 静岡県西部1部 | 優勝 | 15   | -    | 15              | -    | -               | 168  | 7    | 桑原勝義                                   |
| 1990 | 静岡県2部     | 優勝 | 15   | -    | 15              | -    | -               | 135  | 2    | 桑原勝義                                   |
| 1991 | 静岡県1部     | 優勝 | 19   | -    | 19              | -    | -               | 123  | 2    | 桑原勝義                                   |
| 1992 | 東海          | 優勝 | 16   | -    | 13              | 2    | 1               | 48   | 9    | 桑原勝義                                   |
| 1993 | 旧JFL2部      | 2位  | 18   | -    | 15（0延長 1PK） | -    | 3（0延長 0PK）  | 46   | 9    | 桑原隆                                     |
| 1994 | 旧JFL         | 4位  | 30   | -    | 22（1延長 1PK） | -    | 8（0延長 0PK）  | 70   | 47   | 桑原隆 →セルヒオ・バティスタ               |
| 1995 | 旧JFL         | 4位  | 30   | 60   | 19（2延長 4PK） | -    | 11（2延長 3PK） | 47   | 37   | イヴァン・チャブリノヴィッチ →張外龍       |
| 1996 | 旧JFL         | 4位  | 30   | 62   | 20（2延長 1PK） | -    | 10（1延長 2PK） | 68   | 44   | ネルソン・アグレスタ →セルヒオ・バティスタ |

## 下部組織
高校生のユースや中学生のジュニアユースなどのほかに大学生や社会人を対象とした実質的なサテライト（2軍）の組織として、『フューチャーズジュニオール』チームを結成しており、浜松時代には菅澤大我が在籍していた。なお、鳥栖に移転後は九州サッカーリーグ入りを目標に佐賀県社会人サッカーリーグに参戦していた。鳥栖移転後にトップチーム昇格を果たしたのは96年の平田靖彦のみだが、澤村公康などが選手として在籍していた。
トップチームの解散とともにこれら下部組織も解散し、古川隆志などユースの一部選手はサガン鳥栖の下部組織に移籍したほか、大部分は新たに結成されたクラブチーム『ヴァレンティアFC』に所属した。

## タイトル

### カップ戦
- 全国社会人サッカー選手権大会
  - 優勝（2回）：1991年、1992年
- 全国地域リーグ決勝大会
  - 優勝（1回）：1992年

### リーグ戦
- 東海社会人サッカーリーグ
  - 優勝（1回）：1992年
- ジャパンフットボールリーグ2部
  - 準優勝（1回）：1993年

## ユニフォームスポンサー

### ユニフォームサプライの遍歴
- 1994 - 1996年　ennerre

### ユニフォームスポンサー
- 世界・焱の博覧会（1995年　胸　1996年有田町で開催のイベントに協賛）
- PJMジャパン（1995 - 1996年　袖）実質上のメインスポンサー
- 日本エアシステム（JAS）（1995 - 1996年　背番号　JASは2002年10月、日本航空（JAL）と経営統合し、その1年半後の2004年4月、JALグループの国内線運航会社「日本航空ジャパン」に社名が変更となったが、2006年10月、日本航空インターナショナルに吸収合併され、法人格が消滅。）

## チーム名変遷
- 1987年 - 1994年　PJMフューチャーズ
- 1995年 - 1996年　鳥栖フューチャーズ

## サガン鳥栖との関係
Jリーグ所属のサガン鳥栖は、鳥栖Fが持っていた参加資格を引き継いで旧JFLに参戦したため、メディアでも鳥栖Fを「現在のサガン鳥栖の前身」と表記、紹介することがしばしば見受けられる。ただし、サガンが設立に動き始めたのはあくまでも鳥栖Fが解散された後であり、チームとしても組織としても鳥栖Fとサガンの間に直接的な連続性は無い。Jリーグのクラブ情報ではサガンの創設年は鳥栖Fの創設年の1987年ではなく1997年となっており、サガンの通算成績に鳥栖F時代のものは含まれていないが、天皇杯 JFA 全日本サッカー選手権大会の出場回数は鳥栖Fからの通算となっている。